# Jorge Pellicer
Jorge Alberto Pellicer Barceló (ur. 7 lutego 1966 w Santiago) – chilijski piłkarz występujący na pozycji pomocnika, trener piłkarski.